# Huit de cœur
Le huit de cœur (8♥) est une carte à jouer.

## Caractéristiques

### Généralités
Le huit de cœur fait partie des jeux de cartes utilisant les enseignes françaises et allemandes. En France, on le retrouve dans les jeux de 32 cartes et de 52 cartes et dans certains jeux de tarot. Un huit et un cœur, il s'agit d'une valeur et d'une carte de couleur rouge.
De façon générale, le huit de cœur suit le sept de cœur et précède le neuf de cœur. N'étant pas une figure, il a généralement une valeur nulle lors du décompte des points.

### Représentations
Comme les autres valeurs, la valeur du huit de cœur est représentée par des répétitions de son enseigne. Pour les enseignes françaises, il s'agit d'un cœur stylisé rouge. Les enseignes allemandes utilisent ce même symbole, mais la moitié droite (plus rarement la moitié gauche) est hachurée de noir afin de donner une impression de relief. Si le paquet indique la valeur des cartes dans les coins, celle du huit de cœur est reprise en mentionnée en chiffre (« 8 ») ; la couleur du texte (rouge ou noir) varie.
Dans les jeux de type français, les huit cœurs sont disposés symétriquement par rapport à la verticale : sur les côtés, deux colonnes de trois cœurs chacune. Sur la colonne du centre, les deux derniers cœurs. En règle générale, les cinq cœurs du haut pointent vers le bas de la carte, les trois cœurs du bas pointent vers le haut.
Dans les jeux au portrait de Bavière, qui utilisent les enseignes allemandes, les cœurs ne suivent pas la même organisation : chaque moitié de carte en contient huit, groupés en deux colonnes de quatre cœurs. Les cœurs de la partie supérieure pointent vers le bas, ceux de la partie inférieure vers le haut. Certains jeux de cartes ne sont toutefois pas symétriques, les cartes étant destinées à être lues dans un seul sens : les huit cœurs occupent alors la majeure partie de la carte ; le bas en est occupé par le dessin d'un édifice.
En Hongrie, les jeux de cartes suivent les enseignes allemandes.  Le centre est occupé par le dessin d'un batelier.

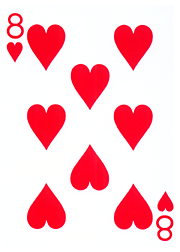
Huit de cœur d'un jeu de poker.
Organisation différente des cœurs sur la carte.
Huit de cœur, jeu hongrois. La valeur de la carte n'est pas indiquée en chiffre dans les coins.
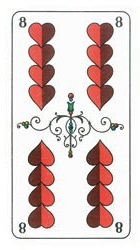
Huit de cœur, enseignes allemandes, portrait de Saxe.

### Équivalents
Dans les jeux utilisant les enseignes latines (Espagne, Italie, etc.), l'équivalent du huit de cœur est le huit de denier.
En Suisse, l'équivalent du huit de cœur est le huit de rose,,.

## Historique
Les premières cartes à jouer éditées en Europe ne comportent aucune des enseignes rencontrées dans les jeux français contemporains. Les enseignes latines (bâtons, deniers, épées et coupes) sont probablement adaptées des jeux de cartes provenant du monde musulman,. Les enseignes françaises sont introduites par les cartiers français à la fin du XVe siècle, probablement par adaptation des enseignes germaniques (glands, grelots, feuilles et cœurs). Les enseignes françaises procèdent d'une simplification des enseignes précédentes, permettant une reproduction plus aisée (et donc un moindre coût de fabrication). L'enseigne de cœur est reprise des enseignes germaniques, mais fortement simplifiée. Les cœurs français dériveraient ainsi des coupes latines.

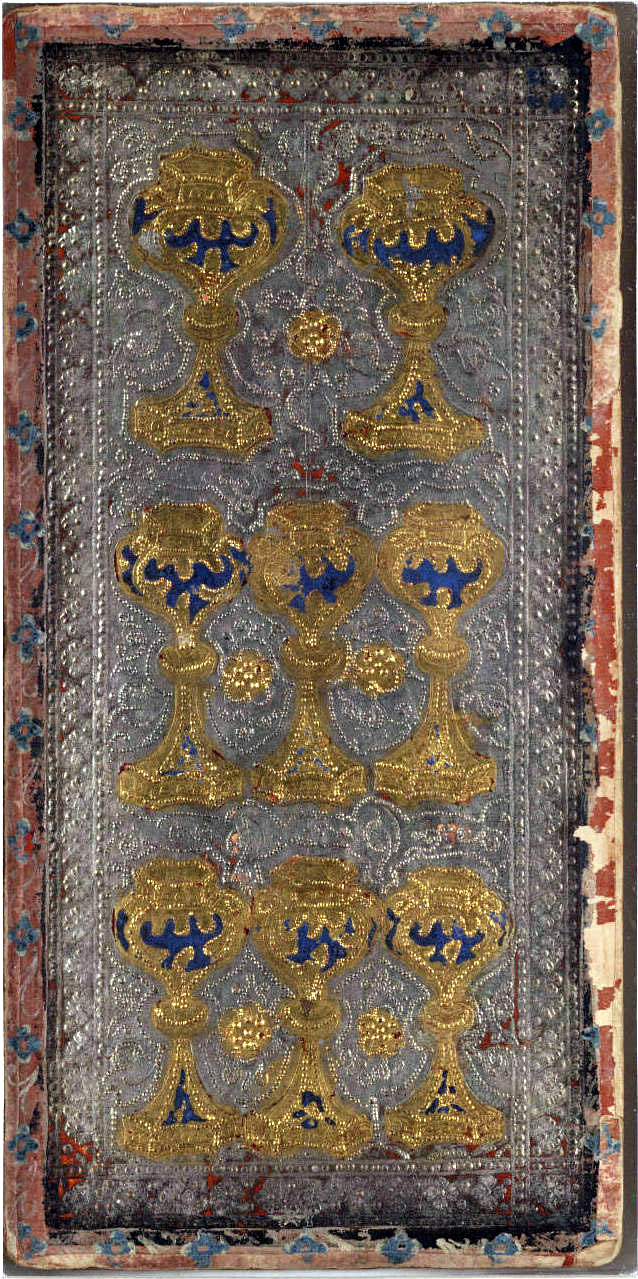
Le huit de coupe d'un tarot Visconti-Sforza ; le huit de cœur dériverait de ce type de carte.
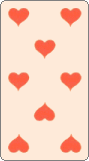
Huit de cœur d'un jeu de tarot du XIXe siècle
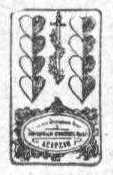
Huit de cœur, enseignes allemandes, jeu Die Gartenlaube (1888).

## Informatique
Le huit de cœur fait l'objet d'un codage dédié dans le standard Unicode : U+1F0B8, « 🂸 » (cartes à jouer) ; ce caractère sert également pour le huit de coupe.